# Landesverein Badische Heimat

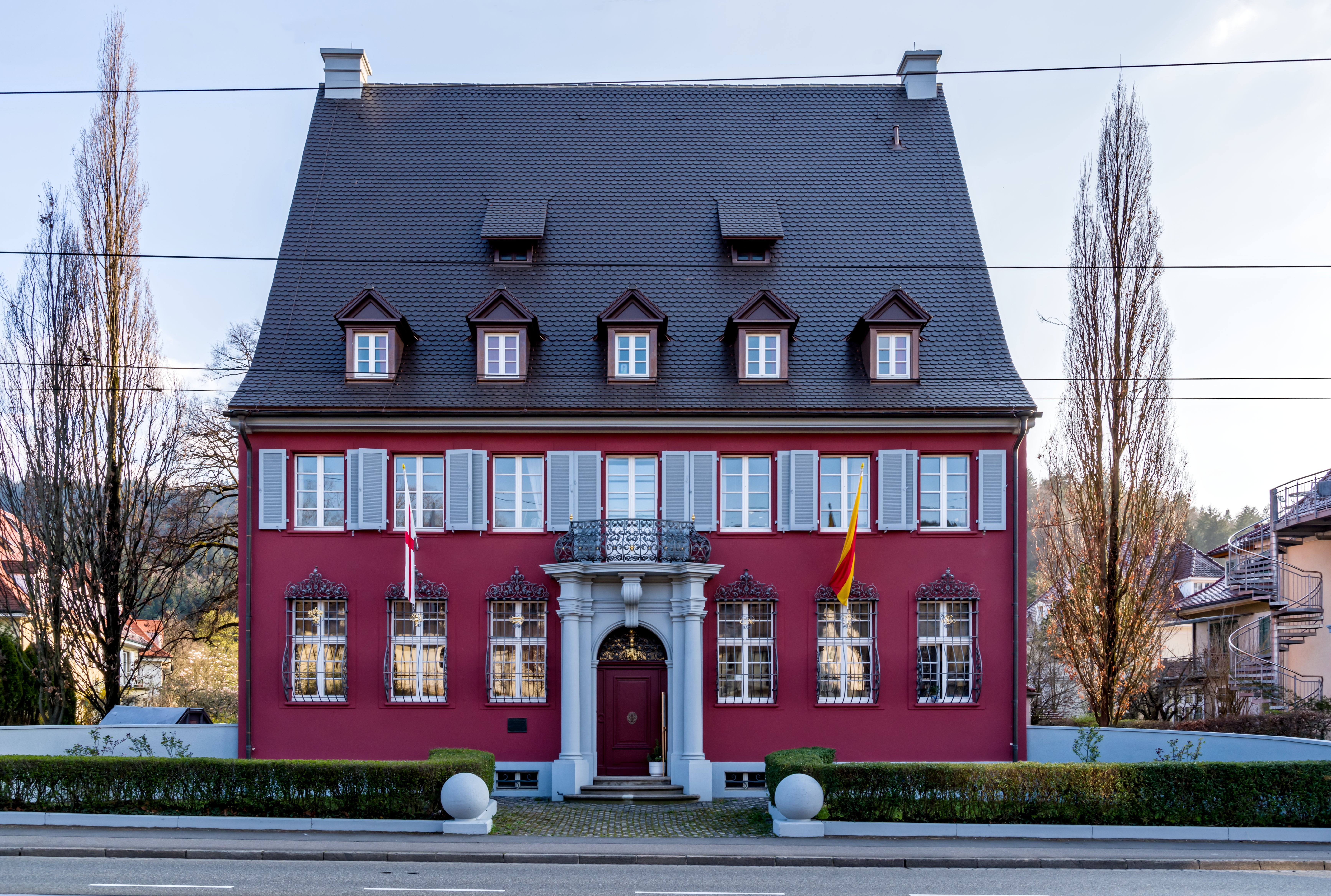
Das Haus Badische Heimat in Freiburg zeigt sich wieder in Originalfarben (2019)

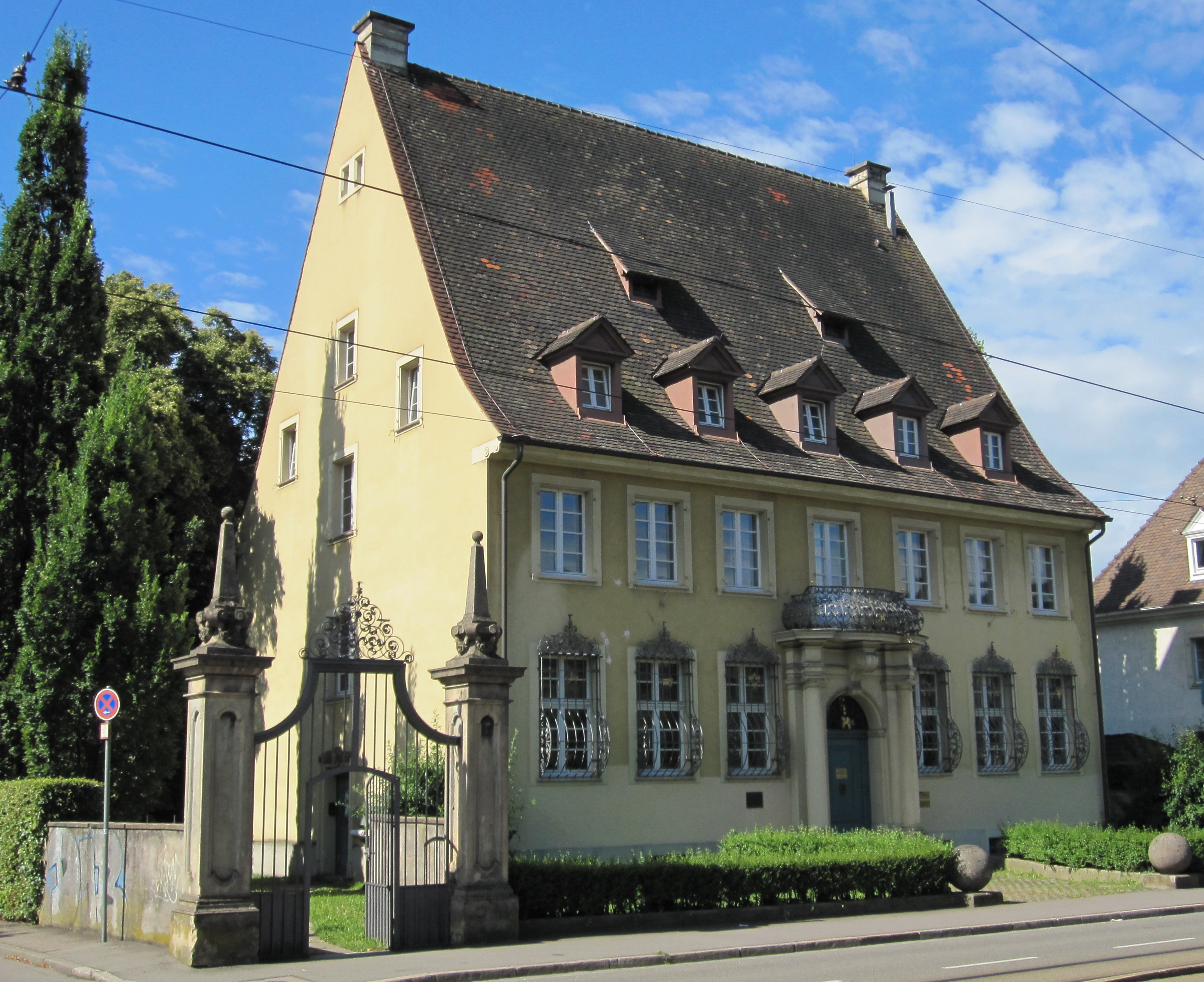
Das Haus der Geschäftsstelle des Vereins Badische Heimat (Freiburg, Hansjakobstraße) noch in der früheren Farbe (2010)

Der Landesverein Badische Heimat e. V. mit Sitz in Freiburg gehört zu den deutschen Heimat- und Kulturvereinen. Er wurde 1909 gegründet und ist Mitglied im Dachverband Bund Heimat und Umwelt (BHU) in Bonn.

## Geschichte

### Gründung
Der Zusammenschluss der beiden Vereine „Badischer Verein für Volkskunde“ (gegründet 1904) und des „Vereins für ländliche Wohlfahrtspflege“ (gegründet 1902) wurde am 26. Juli 1908 in Triberg beschlossen und trat am 1. Januar 1909 in Kraft. Der Zusammenschluss wurde vom Großherzog, der Regierung und den Ministerien gefördert, da sich die Vereine in ihren Aufgaben überschnitten. Der Name „Badische Heimat“ bezog sich auf das Territorium des Großherzogtums Baden. Als Ziele des Vereins wurden bereits damals formuliert:
„Volkstum und Heimat erhalten, zu hüten und zu erforschen, für den Schutz der heimischen Landschaft, ihrer Kunst- und Naturdenkmale, ihrer Tier- und Pflanzenwelt zu sorgen, die Volks- und Heimatkunde auszubreiten und seelisch zu fördern, die Familienforschung anzuregen und zu pflegen und so die Heimatliebe zu wecken und die Heimatkultur zu vertiefen – insgesamt zu wirken für Heimat und Volkstum.“
Die erste Landesversammlung fand 1909 in Achern statt. Gewählt wurden dort als erster Vorsitzender der Freiburger Bibliothekar Fridrich Pfaff (1855–1917), als sein Stellvertreter der Mediziner Eugen Fischer sowie als Schriftführer Hermann Flamm (1871–1915). Nach dessen Tod übernahm der Freiburger Kunsthistoriker Max Wingenroth (1872–1922) den Posten als Schriftführer. Er ermöglichte die Errichtung einer ersten Geschäftsstelle im Colombischlössle in Freiburg.

### Zwanziger Jahre
In den 1920er Jahren hatte der Verein seine Blütezeit, die vor allem auf die unermüdliche Arbeit des Vorstands und namhafter Fachreferenten im breitgestreuten Spektrum von „badischer Kulturgeschichte, Geologie und Vorgeschichte, Hausbau, Siedlung und Trachtenkunde, Kunstgeschichte und Denkmalpflege, Literatur und Mundart, aber auch Familienforschung und Vererbungslehre“ zurückging. Vertrat der Schriftleiter des Vereins Hermann Eris Busse verklärend agrarromantische Positionen, brachte die Arbeit des Anthropologen und Rassetheoretikers Eugen Fischer den Verein schon früh in eine gefährliche Nähe zu rassisch-völkischen Kreisen und ebnete den Weg in die Nähe des Nationalsozialismus.
In der Blütezeit, den Jahren nach 1924, zählte der Verein 12000 Mitglieder. Er wurde in Sachen des Natur- und Denkmalschutzes bei fast allen Projekten angehört und setzte sich für den Erhalt der Schwarzwaldtäler und gegen den Bau von Kraftwerken im Glottertal und gegen die Kanalisierung des Neckars ein. Seine Strahlkraft wirkte weit über Baden hinaus und brachte „Ortsgruppen“ als Identifikationskerne ehemaliger Badner bis nach Südamerika.
In der Arbeit für ein „gesundes“ Volkstum, gegen als seelenlos erachtete Strömungen der als Bedrohung empfundenen Moderne, gegen „Haltlosigkeit und Zersplitterung, Irrwahn und Irrgang“ war der Verein in unkritischer Distanz in die Nähe völkisch-rechter Gruppierungen, nicht zuletzt der NSDAP gerückt, ohne indessen offen deren Positionen zu übernehmen. Nach wie vor wollte der Verein seine unpolitische Grundhaltung beibehalten.

### Badische Heimat im „Dritten Reich“

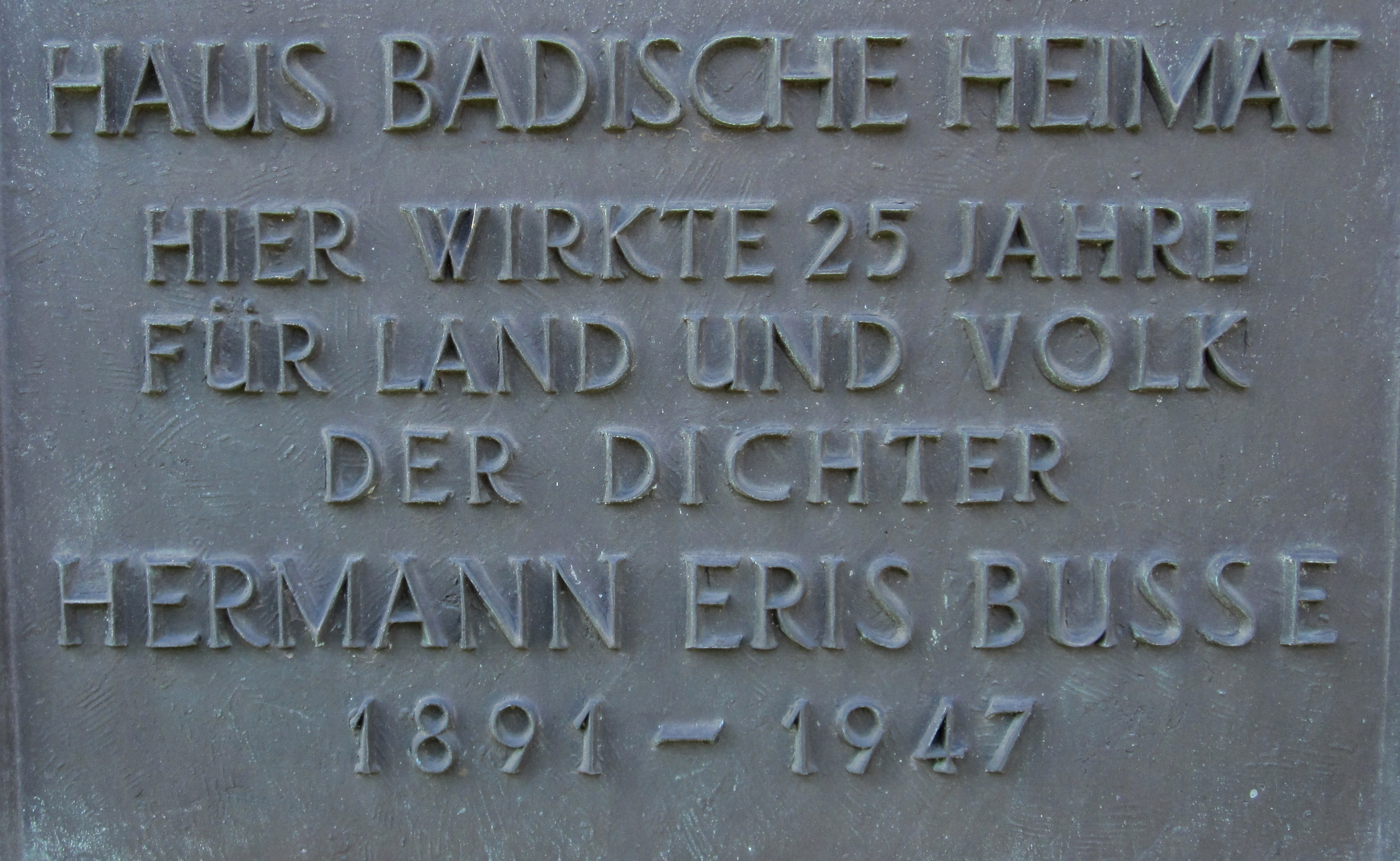
Gedenkplatte an den Dichter Hermann Eris Busse

Als Konsequenz aus der Auffassung, dass auch die neue rechtskonservative Regierung aus NSDAP und DNVP wesentliche Ziele der Badischen Heimat teilte, sah die Leitung des Vereins seine Rolle in einer aktiven Mitwirkung im Kampf gegen „Gesinnungslosigkeit, Flachheit, Verödung innerhalb des Volkstums“. Busse verwies im Frühjahr 1933 auf seine eigenen Erfolge in dieser Arbeit und war sich der Unterstützung der Reichsregierung sicher. Die speziellen Zielrichtungen des Nationalsozialismus indessen, erklärter Antiklerikalismus oder anti-jüdische Kapitalismuskritik, wurden nicht thematisiert, sondern ausgeblendet. Die Gelegenheit wurde ergriffen, mit den bereits im Verein engagierten und jetzt in verantwortungsvolle Positionen gelangten Männern den Verein näher an der Macht zu etablieren. Zu diesen Männern gehört vor allem der Volkskundler Eugen Fehrle, der bereits 1931 der NSDAP beigetreten war. Ziel des Vereins war, ihn als „staatliche Hilfsorganisation in Fragen des Denkmal- und Heimatschutzes“ zu positionieren – was sich allerdings angesichts der totalitären Bestrebungen des NS-Regimes als Illusion erwies.
Offiziell behielt der Landesverein seine parteipolitische Neutralität bei, auch wenn in einzelnen Zeitschriftenbeiträgen der Anbruch der neuen Zeit euphorisch gepriesen wurde und die Mitglieder in den Ortsgruppen ihrerseits sich in die allgemeine Zustimmung des Volks einreihten. In einem Rundschreiben an die Mitglieder betonte die Vereinsleitung im Mai 1933, dass sie die „nationale Erhebung“ durchaus „bewusst und freudig begrüßt“ habe, darüber hinaus aber darauf verweise, „seit Jahren vaterländische, nationale Arbeit im besten Sinn des Wortes geleistet zu haben“.
Die Grundstruktur der „Badischen Heimat“ und der größte Teil ihrer Arbeit deckte sich mit den Vorstellungen der völkischen Rechten. Zudem wurde die Nähe zur badischen Regierung gesucht, um aus ihr Nutzen für den Verein zu ziehen. Allerdings dürfte nach 1933 kaum ein Zweifel daran bestanden haben, dass der Verein nur im Einklang mit der Struktur des „Dritten Reiches“ überleben konnte. Gedanken von Heimatpflege in den späten 1920er und frühen 1930er Jahren zu verbreiten war fast schon zwingend mit einer grundsätzlich konservativen Haltung verknüpft – die im Übrigen auch die Mitgliederschaft des Vereins teilte.
Der Gleichschaltungspolitik des NS-Regimes folgend wurde 1934 zunächst die bestehende Satzung außer Kraft gesetzt, dann ernannte der badische Kultusminister den Landesvorsitzenden, dessen Stellvertreter und den Schriftleiter sowie die Vorsitzenden der einzelnen Ortsgruppen. Damit allerdings war der Verein auch vor Übernahmebestrebungen seitens unmittelbarer NS-Organisationen, wie dem „Kampfbund für deutsche Kultur“ und dem „Reichsbund Volkstum und Heimat“ sicher.
Trotz der geistigen Nähe zum Nationalsozialismus konnte sich also der Verein einer tödlichen „Umarmung“ durch das Regime entziehen und seine Selbständigkeit bewahren. 1937 wurde in einem internen Papier des Regimes der Schriftleiter Hermann Eris Busse als unzuverlässig eingestuft. Die definitive Eingliederung in die nationalsozialistische Volkstumspolitik geschah indessen 1940 mit der Ausweitung des Wirkungskreises auf das besetzte und annektierte Elsass, die Badische Heimat wurde zum „Oberrheinischen Heimatbund“.
Am 16. August 1944 verfügte der Reichsverteidigungskommissar Robert Wagner, dass die Badische Heimat – wie alle anderen „so genannten Heimat- und kulturellen Vereine“ – ihre Arbeit einzustellen habe.

### Vereinsverbot 1945
Die Verstrickung des Vereins in die nationalsozialistische Politik führte nach Kriegsende 1945 zum Verbot des Vereins durch die französische Militärregierung, das Haus „Badische Heimat“ wurde beschlagnahmt. Um den Verein neu zu gründen, war die Einsetzung eines politisch unbelasteten Gründungsvorstands Bedingung. Mit der Beschränkung auf die französische Zone stellte sich allerdings die Frage nach dem Vereinsgebiet, da der nördliche Landesteil in der US-amerikanischen Zone lag. Erste Schritte seitens der Besatzungsmacht zielten auf die Neugründung eines „Heimatvereins für das alemannische Gebiet“ unter Einbeziehung des Alemannischen Instituts in Freiburg.
Schriftleiter Busse wurde kurz vor seinem Tod 1947 vom Vorwurf der aktiven Mittäterschaft freigesprochen und als „Mitläufer“ eingestuft.

### Neugründung 1949
Die Neugründung des Vereins gestaltete sich schwierig, da das (süd-)badische Kultusministerium zunächst andere Vorstellungen über die Arbeit der Heimatvereine hatte und die Trennung der Besatzungszonen als unüberwindliches Hindernis für das Selbstverständnis des Vereins angesehen wurde. Bestrebungen in Karlsruhe im Mai 1947, eine Ortsgruppe des Vereins neu zu gründen, setzten die Freiburger Vertreter des Vereins unter Druck. Im Mai 1948 wurde in Freiburg ein Gründungskomitee aus fünf unbelasteten Personen gebildet, das die Vorarbeit für die Gründungsversammlung am 23. Oktober 1949 leistete. In der Zwischenzeit war, im Fahrwasser der von den Alliierten betriebenen Weststaatsgründung, die Baden-Frage virulent und zur Gewissensfrage geworden: Nur im Land (Süd-)Baden waren Vereinsgebiet und Land identisch, Nordbaden war Teil des Landes Württemberg-Baden in der amerikanischen Besatzungszone geworden. Die Kernfrage war also, ob sich der Verein in die aktuelle Diskussion über die Bildung eines neuen Südweststaates einklinken sollte, konnte und durfte.
Mit der Wiedergründung 1949 im Freiburger Kaufhaussaal wurde der alte Name „Badische Heimat“ beibehalten, in der Mitgliederzahl (7000) konnte der Verein indessen nicht mehr an den Vorkriegsstand anknüpfen. In seiner Arbeit achtete er auf politische Neutralität und wandte sich den Themen Landschaftsschutz und regionale Besonderheiten sowie der Wahrung als badisch erkannter Interessen zu.
In der aktuellen Politik vertritt der Verein keine separatistischen Tendenzen, sondern sieht das Land Baden-Württemberg als gemeinsame politische, wirtschaftliche und gesellschaftliche Basis für die ehemals selbständigen Länder Baden, Württemberg und Hohenzollern.

### 100. Jubiläum der Badischen Heimat e. V.
Anlässlich seines einhundertjährigen Bestehens im Jahre 2009 bereitete die Badische Heimat eine Wanderausstellung vor, die Bilder und Exponate aus einhundert Jahren Vereinsgeschichte, eingebettet in die badische Landesgeschichte, zeigte. Zur Dokumentation erschien ein Katalog zur Ausstellung. Den Startschuss für die Ausstellung gab der Landesverein im Regierungspräsidium Freiburg, Basler Hof, wo die Ausstellung vom 28. Februar – 17. April 2009 gastierte. In allen weiteren Ausstellungsorten gab es ein Rahmenprogramm, das Vorträge, Mundartabende, museumspädagogische Angebote und themenspezifische Führungen umfasste.

### Domizile des Landesvereins
- 1914 –....: ein Raum im Colombischlössle, Freiburg
- 1914 – .... zusätzlich ein vereinseigenes Lesezimmer in der Alten Universität
- ....– 1926: im städtischen Freiburger Augustinermuseum
- 1926 – heute: Haus Badische Heimat, Freiburg, Hansjakobstraße▼. Der Architekt Carl Anton Meckel (1875–1938) errichtete es nach Art eines Wohnhauses mit Stilelementen der Spätgotik und des Barocks, das bei Bedarf in ein Wohnhaus umgewandelt werden konnte.[14] Nach einer Renovierung im Jahr 2017 trägt das Haus wieder die ursprüngliche Farbe ochsenblutrot.[2] Seit 2010 hat auch die Muettersproch-Gsellschaft ihren Sitz hier.[15]

### Vorsitzende
- 1909–1913: Fridrich Pfaff (1855–1917)
- 1913–1929: Eugen Fischer (1874–1967)
- 1929–1945: Paul Schwoerer (1874–1959)
- 1950–1952: Eugen Thoma (1877–1955)
- 1952–1968: Hermann Schwarzweber (1884–1972)
- 1968–1982: Franz Laubenberger (1917–1993)
- 1982–1998: Ludwig Vögely (1916–2009)
- 1998–2006: Adolf J. Schmid (1934–2011)
- seit 2006: Sven von Ungern-Sternberg (* 1942)

## Aufgaben und Organisation
Der Verein mit seinen rund 3.000 Mitgliedern in 15 Regionalgruppen ist gemeinnützig und parteipolitisch neutral. Der Schutz der Heimat wird im Spannungsfeld zwischen Tradition, Kontinuität und Fortschritt, Beharrung und Aufbruch geleistet. Der Landesverein bezieht Stellung in den Zielkonflikten der Gesellschaft zwischen Wachstum und natürlicher Umwelt.

### Credo
Die Pflege der Erinnerungskultur der badischen Geschichte ist zwar ein zentrales Anliegen des Vereins, aber er versteht sich nicht als reiner Geschichtsverein. Ebenso wichtig wie die Erinnerungskultur ist die Aktualität des heimatlichen Lebensraumes. Die heutigen Lebensräume haben sich auf Grund der Mobilität territorial ausgeweitet und differenziert in ihren Problemen. Heimat, verstanden als konkreter Lebensraum, ist deshalb heute weit mehr als nur geschichtlich bestimmter (Rückzugs-)Raum. Der Verein setzt sich deshalb mit Themen auseinander, die diese Lebensräume kennzeichnen. Er ist ein anerkannter Naturschutzverband nach § 29 des Bundesnaturschutzgesetzes und gibt Stellungnahmen ab.
„Die Jugend mied die suspekten Bindungen der Eltern an Traditionen und Vereinigungen. Der Landesverein aber setzte konsequent seine Arbeit für Kultur, Gesellschaft und Umwelt im nunmehr größer gewordenen Bundesland Baden-Württemberg fort und erhält innerhalb der gewachsenen Europäischen Union als Mitgestalter eines reizvollen und vielgestaltigen Europas der Regionen ein bedeutsames wichtiges Aufgabenfeld.“

### Ziele, Aufgabengebiete und Gliederung
Ziele und Aufgabengebiete des Landesvereins sind:
- Schutz der Natur, der Umwelt und der Landschaft
- Sicherung der Denkmalpflege
- Förderung von Regional- und Landesgeschichte
- Volks- und Heimatkunde[18]
- Zusammenarbeit mit Nachbarn im Elsass und der Schweiz[19]

## Wissensvermittlung

### Arbeit der Regionalgruppen
Der Verein ist in verschiedene Regionalgruppen unterteilt, die selbständig und eigenverantwortlich Vorträge, Führungen und Fahrten organisieren. Derzeit (2011) gibt es in folgenden Städten Regionalgruppen: Baden-Baden, Bad Säckingen, Bruchsal, Freiburg, Heidelberg, Karlsruhe, Konstanz, Lahr, Lörrach/Markgräflerland, Mannheim, Pforzheim, Rastatt, Schwetzingen, Waldshut-Tiengen und Wiesloch.

### Publikationen
Der Landesverein gab zu Anfang zwei Zeitschriften heraus: Die Mitgliederzeitschrift Mein Heimatland, die so genannten gelben Hefte (1914–1942), und die Badische Heimat mit grundlegenden Artikeln aus dem Kreis der dem Verein zugewandten Fachwissenschaftler, die so genannten grauen Hefte (1914–1941). Mein Heimatland erschien als Einzel- oder Doppelheft zwischen ein- und achtmal pro Jahr, die Badische Heimat von 1914 bis 1922 ebenfalls als Einzelheft zwischen ein- und dreimal pro Jahr und ab 1923 in Form von bis zu 600 Seiten dicken Jahresbänden, die sich jeweils einer einzelnen Region oder Stadt widmeten (1940 und 1941 unter dem Titel Oberrheinische Heimat) und für manche Gebiete der Landeskunde und Landesgeschichte noch heute unverzichtbar sind. Dazu kamen die Heftreihe Vom Bodensee zum Main (47 Hefte zwischen 1920 und 1939) sowie das Ekkhart-Jahrbuch (1920–1923: Ekkhart, Kalender für das Badner Land. 1924–1940: Ekkhart, Jahrbuch für das Badner Land. 1941–1943: Ekkhart, Jahrbuch für den Oberrhein). Die Publikationen wurden im Verlauf des Zweiten Weltkriegs „wegen Papiermangels“ eingestellt.
Ab 1950 erschienen die beiden Zeitschriftenreihen Mein Heimatland und Badische Heimat im 30. Jahrgang wieder, nun jedoch vereint, zunächst als Badische Heimat – Mein Heimatland, als so genannte weiße Hefte. Ab 1956 wurde zusätzlich auch wieder in einem Umfang von 200 bis 250 Seiten das Ekkhart, Jahrbuch für das Badner Land herausgegeben, das dann von 1973 bis zur Einstellung 1985 unter dem Titel Ekkhart jeweils Heft 4 der aktuell Badische Heimat betitelten Mitgliederzeitschrift darstellte. Diese erscheint grundsätzlich viermal jährlich, wobei manche Ausgaben auch zu Doppelheften zusammengefasst wurden. Sie widmet sich der Landes- und Volkskunde und dem  Natur-, Umwelt- und Denkmalschutz. Themen zur badischen Geschichte spielen naturgemäß eine bedeutende Rolle, da die Zeitschrift eine Chronistenpflicht wahrnimmt. Der veränderte Heimatbegriff machte eine Zuwendung zu aktuellen Themen des „Lebensraumes Heimat“ für die Redaktion der Zeitschrift zunehmend interessant. Die Option für ein Baden als Teil des oberrheinischen Raumes bringt notwendigerweise eine Öffnung für Themen mit sich, die über die engere badische Heimat hinausgehen. Die Zeitschrift ist das Forum des Landesvereins und verbindet den Verein mit den Regionalgruppen und der interessierten Öffentlichkeit.
Zwei Neugründungen von Schriftenreihen, nämlich die in vier Ausgaben erschienene Reihe wichtiger Arbeiten von 1953 und die nur einen Band über den Zeichner Ernst Rieß umfassende Neue Badische Reihe von 1965, blieben erfolglos. Seit 2010 erscheint eine besondere Schriftenreihe mit bis 2021 insgesamt 16 Einzelbänden, die sich unterschiedlichen Sachthemen widmet, die für die Regionen in Baden von besonderer Bedeutung sind.
Von den historischen Heften der Badischen Heimat sind besonders zu erwähnen:
- 1963: Sonderheft Heidelberg
- 1965: 250 Jahre Karlsruhe
- 1966: Überlingen-Bodensee
- 1999 und Sept. 2013: Freiburg

### Web-Aktivitäten
Die „Badische Heimat“ unterhielt außer ihrem eigenen Internet-Auftritt bis 2017 das Internet-Portal „Landeskunde online“, das mit ca. 23.000 Seiten eine der größten nicht-kommerziellen digitalen Enzyklopädien in deutscher Sprache darstellt. Ausgehend vom Kulturerbe des alten Landes Baden hatte sich „Landeskunde online“ in den fast 20 Jahren seines Bestehens zu einer umfassenden Plattform entwickelt, auf der die Vernetzung des kulturellen Erbes über die modernen Grenzen von Ländern und Staaten hinweg deutlich gemacht wurde. Seit 2017 ist der Webauftritt ein selbständiges Projekt unter dem Namen „kulturer.be“.

### Bibliothek
Im Haus Badische Heimat in Freiburg im Breisgau sind in der Bibliothek sowohl Zeitschriften von unterschiedlichen Vereinen aus dem Badener Gebiet als auch zahlreiche Fachbücher zu den Städten der badischen Region zugänglich. Die Bestände werden laufend durch Vermächtnisse heimatverbundener Badener und aus Auflösungen lokaler und regionaler Bibliotheken erweitert.

### Gemeinsame Preisverleihung mit dem Schwäbischen Heimatbund
Der Landesverein Badische Heimat e. V. nimmt seine Aufgabe im Denkmal- und Naturschutz auf verschiedene Weisen wahr. Gemeinsam mit dem Schwäbischen Heimatbund verleiht er alle zwei Jahre den Denkmalschutzpreis Baden-Württemberg. Mit diesem Preis würdigt und fördert der Verein private denkmalpflegerische Leistungen.

## Ähnliche Vereine in anderen Regionen
Vereine mit gleichem oder ähnlichem Aufgabengebiet in den anderen deutschen Bundesländern sind:
- Schwäbischer Heimatbund e. V.
- Fricktalisch-Badische Vereinigung für Heimatkunde
- Landesheimatverband Mecklenburg-Vorpommern e. V.
- Landesverein Sächsischer Heimatschutz e. V.
- Niedersächsischer Heimatbund e. V.
- Landesheimatbund Sachsen-Anhalt e. V.
- Schleswig-Holsteinischer Heimatbund e. V.
- Heimatbund Thüringen e. V.
- Westfälischer Heimatbund e. V.
- Lippischer Heimatbund e. V.